# Erva-de-são-joão
Erva-de-são-joão pode se referir às plantas do gênero Hypericum, Artemisia ou Glechoma.

## Nomes comuns
Além de «erva-de-são-joão», dá ainda pelos seguintes nomes comuns: milfurada e hipericão(que é uma designação comum, atribuída às plantas do género Hypericum).

### Etimologia
Quer os nomes comuns «hipericão» e «milfurada», aludem, respectivamente, ao nome genérico (Hypericum) e ao epíteto específico (perforatum) desta espécie.
- Hypericum deriva do étimo latino clássico hўpĕrīcŏn, reportando-se já às plantas do género em questão.[3]
- perforatum[4] também provém do latim, tratando-se de uma declinação de perfŏro, significando «perfurado; furado».[5]

O nome comum «erva-de-são-joão», alude à altura do ano em que esta planta floresce, coincidindo com o período do são joão.

## A planta
É um pequeno arbusto, de porte erecto, atingindo cerca de 1 metro de altura. As folhas são opostas, sésseis, dotadas de glândulas translúcidas, que podem ser observadas colocando-se a folha contra a luz. As flores são numerosas, persistentes, de coloração amarela e possuem pequenos pontos pretos ao longo das margens das flores que contêm elevadas concentrações do pigmento vermelho hipericina.

## História
Durante séculos a Hypericum perforatum foi muito utilizada, inicialmente pela sua capacidade de cicatrizar feridas, úlceras de pele e queimaduras. Considerada capaz de afastar maus espíritos, foi utilizada no tratamento de inúmeras doenças mentais. Actualmente a planta não é muito usada para estes propósitos, mas sim, largamente testada na actividade antidepressiva contra estados depressivos suaves a moderados, ansiedade, insónia, dores nevrálgicas e, ainda, actividades antiviral, antibacteriana e fotossensibilizadora.

## Prescrição

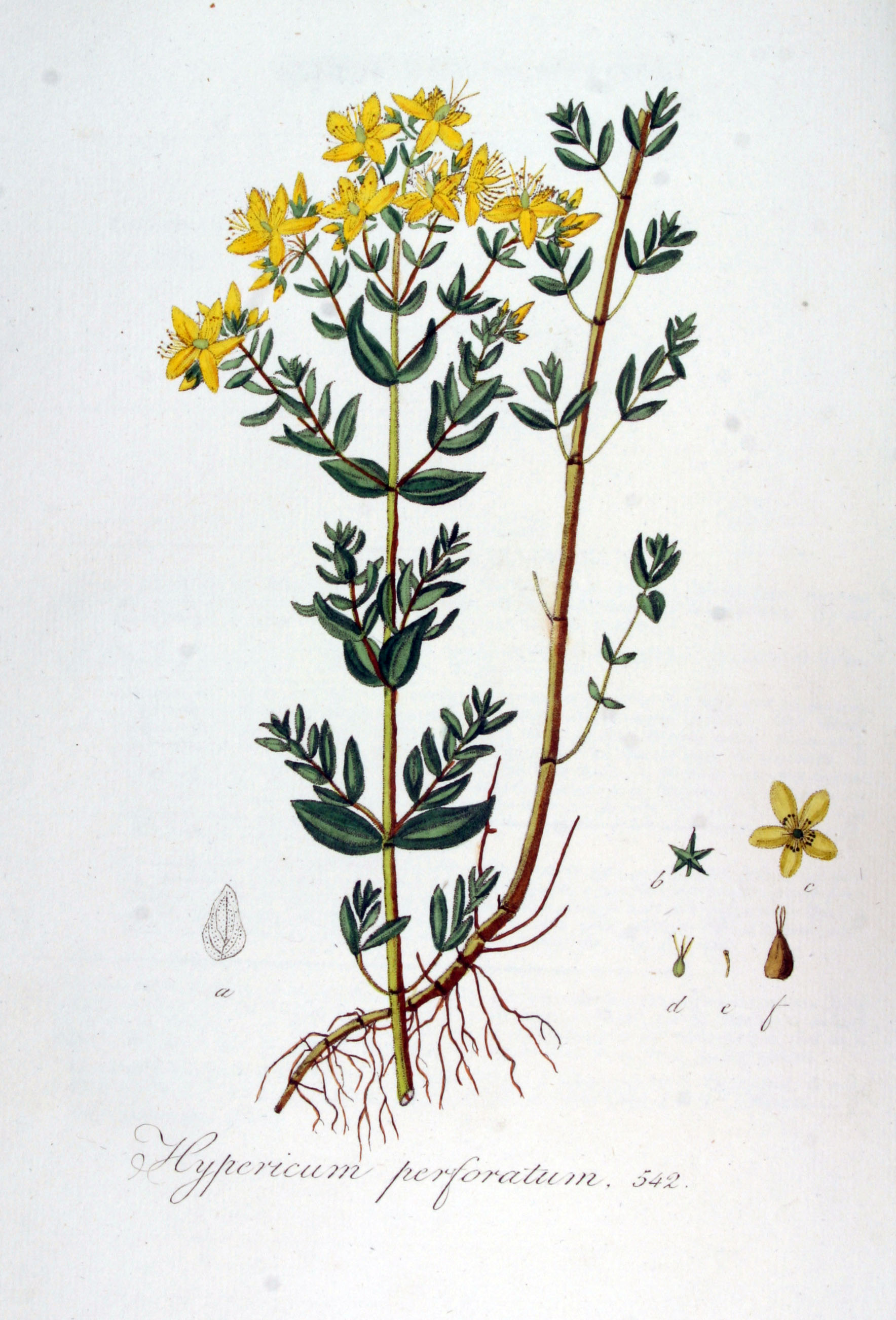
Hypericum perforatum — Flora Batava

Costuma ser prescrita em cápsulas de 100 mg a 300 mg, como um antidepressivo e/ou calmante natural.
Em alguns países da Europa, como na Alemanha, é mais prescrita contra a distimia e depressão clínica leve ou moderada do que a fluoxetina (antidepressivo químico mais usado mundialmente), em até dez vezes mais.
Pode ser encontrada para a venda em farmácias de manipulação, fábricas de fitoterápicos, ou em casas de produtos naturais, nesse último local sendo geralmente vendida em pó.
Pelos seus benefícios bastante comprovados e por não induzir dependência química medicamentosa, tem sido frequentemente indicada como medicamento de transição na descontinuação de fármacos como, por exemplo, clozapina, fluoxetina, olanzapina, entre outros. Também é medicamento de primeira escolha em muitos quadros clínicos. Seu uso, nessas circunstâncias, permite prevenir ou, quando necessário, curar a drogadição medicamentosa.

## Interações e contraindicações
A utilização da erva de São João ou Hipericão  produz reações adversas quando utilizado em simultâneo com inibidores da recaptação da serotonina (por exemplo paroxetina). Também é contraindicada a utilização simultânea com antirretrovirais, anticoncepcionais e a varfarina. [ligação inativa]
Também é contraindicada a sua utilização simultânea com antiepiléticos contendo Carbamazepina.

## Efeitos colaterais

### Alergias
O pólen da artemísia é uma das principais fontes de febre do feno e asma alérgica no norte da Europa, América do Norte e partes da Ásia. O pólen de artemísia geralmente viaja menos de 2.000 metros. A maior concentração de pólen de artemísia é geralmente encontrada entre 9 e 11 da manhã. A associação finlandesa de alergia recomenda rasgar como método de erradicar a artemísia. Sabe-se que rasgar a artemísia diminui o efeito da alergia, já que o pólen voa apenas uma curta distância. Corte as flores antes que desabrochem para evitar alérgenos e a reprodução da planta.

### Toxicidade
A artemísia geralmente contém o composto de neurotoxina tujona, embora isso varie muito de acordo com a espécie e as condições ambientais em que a planta é cultivada. Acredita-se que a toxicidade para humanos seja fraca, embora alguns estudos tenham relacionado altas concentrações de tujona a convulsões e um efeito abortivo. O Manual de Segurança Botânica sugere que a artemísia não seja usada durante a gravidez, a menos que esteja sob a supervisão de um médico especialista. Em casos raros, pequenas reações alérgicas na pele foram registradas em relação à moxabustão ou à queima de artemísia seca.